# Prix de poésie Juhan-Liiv
Le Prix de poésie Juhan-Liiv (estonien : Juhan Liivi luuleauhind) est un prix décerné en Estonie en mémoire de Juhan Liiv.

## Présentation
Le prix, décerné chaque 30 avril, récompense un poème estonien, il est décerné cornée par la Commune de Alatskivi, l'école secondaire d'Alatskivi et le Musée Liiv (et).

## Lauréats
- 1965 – Debora Vaarandi, "Eesti mullad"
- 1966 – Paul-Eerik Rummo, "Ikka Liivist mõteldes"
- 1967 – Betti Alver, "Tähetund"
- 1968 – Jaan Kaplinski, "Tolmust ja värvidest..."
- 1969 – August Sang, "Mida mõtleb mees"
- 1984 – Ain Kaalep, "Õnne piir"
- 1985 – Juhan Viiding,  "Soov"
- 1986 – Rein Sander, "Elujoon"
- 1987 – Betti Alver, "Elul on väikene hingemaa"
- 1988 – Viivi Luik, "On aastasaja lõpp. On öö"
- 1989 – Vladimir Beekman, "Eesti naised"
- 1990 – Kalju Lepik, "Valusad viisid"
- 1991 – Doris Kareva, "Pühitsus"
- 1992 – Mats Traat, "Oma riik"
- 1993 – Hando Runnel, "Nii palju"
- 1994 – Ene Mihkelson, "Eesti elu..."
- 1995 – Mari Vallisoo, "Tarkust armastanud..."
- 1996 – Ellen Niit, "Aeg voolab"
- 1997 – Jüri Talvet, "Armastus"
- 1998 – Kalju Lepik, "Ema portree"
- 1999 – Ene Mihkelson, "Jah ikka veel..."
- 2000 – Triin Soomets, "Sulle ma kingiksin sydame ..."
- 2001 – Mari Vallisoo, "Ei ehita"
- 2002 – Priidu Beier, "Teele!"
- 2003 – Andres Ehin, "sügaval maa all elavad ..."
- 2004 – Ly Seppel, "Eelkevadises metsas"
- 2005 – Ülar Ploom, "Lamada karjamaal hiirehernes"
- 2006 – Hasso Krull, "Sõlm"
- 2007 – Tõnu Õnnepalu, "Ootad kevadet ja siis ta jälle tuleb…"
- 2008 – Eha Lättemäe, "Kui talvekuu on paratamatu..."
- 2009 – Triin Soomets, "surm ei möödu meist; ta on kohal"
- 2010 – Mehis Heinsaar, "Öös mööduja käsi..."
- 2011 – Kirsti Oidekivi, "mu isa, kes sa oled kerge vaim"
- 2012 – Jaan Kaplinski, "Nelikümmend aastat tagasi"
- 2013 - Maarja Pärtna, "Sees"
- 2014 – Lauri Sommer, "Väikeste sammudega, hangeveertesse komistades..."
- 2015 – Jüri Kolk, "arno apooria"
- 2016 – Mart Kangur, "tahaks eesti / liivini lahti võtta"